# Andrew Scott Waugh
Andrew Scott Waugh (3 febbraio 1810 – 21 febbraio 1878) è stato un ufficiale britannico, agrimensore,  ricordato come l'uomo che ha nominato la montagna più alta del mondo "Everest", in onore di Sir George Everest, suo predecessore nel posto di ispettore generale dell'India.

## Primi anni di vita
Waugh nacque nel 1810 e si unì per lavoro agli “Ingegneri del Bengala” per “il Grande Rilevamento Topografico dell'India”, Tra le molte realizzazioni dell'indagine sono stati la delimitazione dei territori britannici in India e la misurazione dell'altezza dei giganti dell'Himalaya.

## Carriera
Waugh ha iniziato a lavorare sul “Grande Rilevamento Topografico dell'India” nel 1832, due anni dopo la nomina a ispettore generale di  Everest. Quando Everest si ritirò nel 1843, Waugh lo sostituì come ispettore generale e continuò il suo lavoro dalla zona che aveva raggiunto, l'Himalaya.
Tuttavia la grande altezza di questa zona, combinata con il suo clima imprevedibile, fece sì che pochi avvistamenti utili fossero ottenuti prima del 1847. Ci vollero molti mesi ad analizzare ed estrapolare la trigonometria coinvolta. Secondo i conti del tempo, era 1852 quando uno dei principali topografi, Radhanath Sikdar,  andò da Waugh annunciare che ciò che era stato etichettato come "Peak XV" era il punto più alto della regione e probabilmente del mondo.
Non sicuro, Waugh non pubblicò questo risultato fino al 1856, quando propose che il picco fosse nominato Monte Everest, in onore del suo predecessore. Questo scelta è stata (ed è ancora) controversa, perché Everest aveva sempre usato nomi locali per le caratteristiche fisiche osservate nell'area, una pratica che Waugh aveva continuato. Tuttavia Waugh ha affermato che nessun nome locale per la montagna poteva essere accertato: non era a conoscenza del nome usato dai tibetani, Chomolungma ("Dea Madre del Mondo").
Anche se Everest stesso era uno di quelli che si oppose al momento il nome di "Monte Everest" è stato ufficialmente adottato qualche anno più tardi.
Nel 1857, la “Royal Geographic Society” inglese gli ha conferito la “Patron's Medal” e l'anno seguente fu fatto membro della “Royal Society”. Tre anni dopo, nel 1861, raggiunse il grado di Generale di Divisione.

## Morte

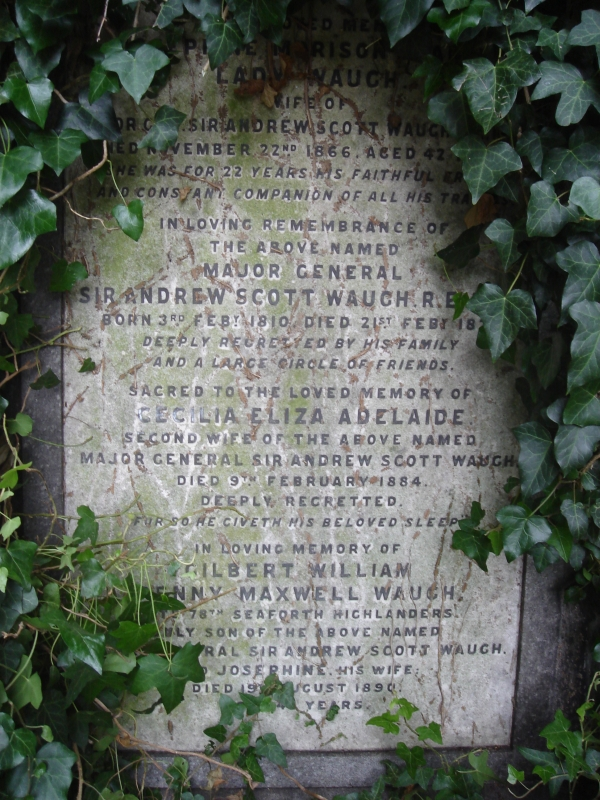
Tomba di Andrew Scott Waugh nel cimitero di Brompton a Londra

Waugh morì nel 1878 a 68 anni, ed è sepolto nel cimitero di Brompton, nel sudovest di Londra.
La sua prima moglie, Lady Waugh, è deceduta il 22 febbraio 1866, a 42 anni.
La sua seconda moglie Cecilia Eliza Adelaide, è morta il 9 febbraio 1884.